# Nederlandse kampioenschappen schaatsen afstanden 2006 - 1000 meter vrouwen
De 1000 meter vrouwen op de Nederlandse kampioenschappen schaatsen afstanden 2006 werd gereden in december 2005 in ijsstadion Thialf te Heerenveen. 
Er namen 23 schaatssters deel. Titelverdedigster was Marianne Timmer, zij werd opgevolgd door Ireen Wüst.

## Uitslag
| #      | Schaatser            | tijd    |
| ------ | -------------------- | ------- |
| Goud   | Ireen Wüst           | 1.15,83 |
| Zilver | Marianne Timmer      | 1.16,65 |
| Brons  | Annette Gerritsen    | 1.17,22 |
| 4      | Paulien van Deutekom | 1.17,83 |
| 5      | Els Murris           | 1.17,85 |
| 6      | Tessa van Dijk       | 1.17,88 |
| 7      | Wieteke Cramer       | 1.18,19 |
| 8      | Wieteke Cramer       | 1.18,46 |
| 9      | Annamarie Thomas     | 1.18,49 |
| 10     | Willeke van Benthem  | 1.18,71 |
| 11     | Margot Boer          | 1.18,91 |
| 12     | Maren van Spronsen   | 1.19,43 |
| 13     | Sandra 't Hart       | 1.19,59 |
| 14     | Frouke Oonk          | 1.19,61 |
| 15     | Laurine van Riessen  | 1.19,81 |
| 16     | Natasja Bruintjes    | 1.20,00 |
| 17     | Sophie Nijman        | 1.20,20 |
| 18     | Marloes Gelderblom   | 1.20,24 |
| 19     | Jorien Kranenborg    | 1.20,58 |
| 20     | Helga Luning         | 1.21,12 |
| 21     | Anice Das            | 1.21,69 |
| 22     | Richt van der Meer   | 1.21,86 |
| 23     | Sanne van der Star   | DQ      |

Uitslag
1987 · 
1988 · 
1989 · 
1990 · 
1991 · 
1992 · 
1993 · 
1994 · 
1995 · 
1996 · 
1997 · 
1998 · 
1999 · 
2000 · 
2001 · 
2002 · 
2003 · 
2004 · 
2005 · 
2006 · 
2007 · 
2008 · 
2009 · 
2010 · 
2011 · 
2012 · 
2013 · 
2014 · 
2015 · 
2016 · 
2017 · 
2018 · 
2019 · 
2020 · 
2021 · 
2022 · 
2023 · 
2024 · 
2025